# La Vall de Laguar
La Vall de Laguar è un comune spagnolo situato nella comunità autonoma Valenciana.